# Amphiura diastata
Amphiura diastata är en ormstjärneart som beskrevs av McClendon 1909. Amphiura diastata ingår i släktet Amphiura och familjen trådormstjärnor. Inga underarter finns listade i Catalogue of Life.